# متون هرمس
متون هرمس (به انگلیسی: Corpus Hermeticum)، مجموعه‌ای از ۱۷ رساله یونانی است که نویسندگی آن‌ها به شخصیت افسانه‌ای هلنیستی هرمس تریسمجیستوس، ترکیبی از هرمس و تحوت از خدایان یونان باستان و مصر باستان نسبت داده می‌شود. رساله‌ها مربوط به ۱۰۰ سال قبل، تا ۳۰۰ سال پس از میلاد است، اما مجموعه‌ای که امروزه شناخته می‌شود برای اولین بار توسط ویراستاران قرون وسطایی بیزانس گردآوری شد، و در قرن پانزدهم توسط دانشمندان اومانیست ایتالیایی مارسیلیو فیچینو (۱۴۳۳–۱۴۹۹) و لودویکو لازارلی (۱۴۴۷–۱۵۰۰) به لاتین ترجمه شد.
اگرچه کلمه لاتین متون (Corpus) معمولاً برای کل مجموعه نوشته‌های موجود مرتبط با نویسنده یا یک موضوع به کار می‌رود، متون هرمس (Corpus Hermeticum) تنها شامل مجموعه‌ای بسیار کوچک از متون هرمسی موجود است (متن‌هایی منسوب به هرمس تریسمجیستوس که معمولاً به‌عنوان هرمتیکا شناخته می‌شود). رساله‌های او توسط بسیاری از نویسندگان، از قرن دوم و سوم به بعد نقل شده‌است، اما این تألیف برای اولین بار تنها در نوشته‌های فیلسوف بیزانسی، مایکل پسیلوس (حدود ۱۰۱۷–۱۰۷۸) دیده شده‌است.
پس از ترجمه لاتین توسط فیچینو و لازارلی، متون هرمس تأثیر زیادی بر سنت غربی گذاشت. این امر به‌ویژه در دوران رنسانس و اصلاحات، که در آن هرمسیه موقعیتی میانی بین مسیحیت و بت‌پرستی داشت، مهم تلقی می‌شد. جایگاه کهن هرمس تضمین می‌کرد که هر نوشته‌ای که به او نسبت داده شود، موقعیت مهمی در دکترین فیچینو دربارهٔ الاهیات باستان خواهد داشت، و تأیید می‌کند که یک الهیات واحد و واقعی وجود دارد که در همه ادیان دیده می‌شود.

## زمینه

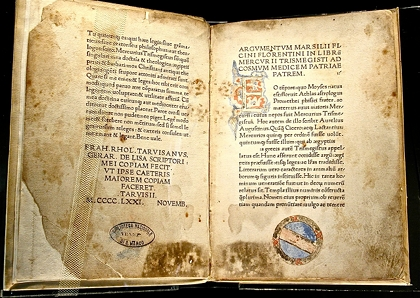
متون هرمس: اولین نسخه لاتین، توسط مارسیلیو فیچینو، ۱۴۷۱، در کتابخانه فلسفی هرمتیک، آمستردام.

بیش‌تر متون در قالب یک گفت‌وگو ارائه شده‌است، یعنی شکل مورد علاقه برای مطالب آموزشی در دوران باستان کلاسیک. شناخته‌شده‌ترین رساله در متون هرمس رساله آغازین آن است که پویماندرس نامیده می‌شود. این نام (به اشکال مختلف، مانند Pimander یا Pymander) نیز برای تعیین مجموعه به‌عنوان یک کل حداقل تا قرن ۱۹ استفاده می‌شد.
ترجمه قرن پانزدهمی متون هرمس زبان لاتین انگیزه اساسی در توسعه تفکر و فرهنگ رنسانس ایجاد کرد و تأثیر عمیقی بر فیلسوفانی مانند پیکو دلا میراندولا (۱۴۶۳–۱۴۹۴)، جووردانو برونو (۱۵۴۸–۱۶۰۰)، فرانچسکو پاتریسی (۱۵۲۹–۱۵۹۷)، رابرت فلود (۱۵۷۴–۱۶۳۷) و بسیاری دیگر گذاشت.

## ترجمه لاتین
در سال ۱۴۶۲، مارسیلو فیچینو (۱۴۳۳–۱۴۹۹) در حال کار بر روی ترجمه لاتینی از آثار جمع‌آوری‌شده افلاطون برای حامی خود کوزیمو د مدیچی (اولین عضو از خانواده معروف مدیچی که در دوران رنسانس ایتالیا بر فلورانس حکومت می‌کرد) کار می‌کرد. هنگامی که یک نسخه خطی از متون هرمس در دست‌رس قرار گرفت، او بلافاصله کار خود را در مورد افلاطون قطع کرد تا شروع به ترجمه آثار هرمس کند، که در آن زمان تصور می‌شد که بسیار قدیمی‌تر و در نتیجه بسیار معتبرتر از آثار افلاطون هستند.
درحالی‌که فیچینو چهارده رساله اول را ترجمه کرد (I–XIV)، لودوویکو لازارلی (۱۴۴۷–۱۵۰۰) سه رساله باقی‌مانده (XVI–XVIII) را ترجمه کرد. فصل شماره پانزدهم از نسخه‌های اولیه مدرن زمانی پر از مدخلی از سودا (دانش‌نامه بیزانسی قرن دهم) و سه گزیده از آثار هرمتیکی بود که توسط استوبائوس (ورود قرن پنجم) حفظ شده بود، اما این فصل در نسخه‌های بعدی حذف شد؛ بنابراین شامل فصل XV نیست.

## نام رساله‌ها
رساله‌های موجود در متون هرمس عبارتند از:
- I. گفتار پویماندرس به هرمس تریسمگیستوس
- II. هرمس به آسکلپیوس
- III. گفتار مقدس هرمس
- IV. گفتاری از هرمس به تات: کاسه مخلوط یا موناد
- V. گفتار هرمس به تات، پسرش: آن خدا نامرئی و کاملاً مرئی است
- VI. هرمس به آسکلپیوس: که خیر تنها در خداست و هیچ جای دیگر
- VII. که بزرگ‌ترین بدی بشر جهل به خداست
- هشتم. هرمس به تات: این که هیچ‌یک از چیزهایی که هست نابود نمی‌شود و اشتباه می‌کنند که می‌گویند تغییرات مرگ و ویرانی است.
- IX هرمس به آسکلپیوس: در مورد درک و احساس: [این‌که زیبا و نیک تنها در خداست و نه در هیچ جای دیگر]
- X. هرمس به تات: کلید
- XI. ذهن (نوس) به هرمس
- XII. هرمس به تات: در مورد ذهن مشترک
- سیزدهم. هرمس به تات، گفتگوی مخفیانه در کوه: از تولد دوباره، و در وعده سکوت
- چهاردهم هرمس به آسکلپیوس: سلامت ذهن
- شانزدهم [الف] اسکلپیوس به پادشاه آمون: تعاریف خدا، ماده، رذیله، سرنوشت، خورشید، جوهر عقلی، جوهر الهی، نوع بشر، ترتیب فراوانی، هفت ستاره و انسان بر اساس تصویر
- XVII. اسکلپیوس به پادشاه آمون
- هجدهم تات به پادشاه: بر روح مانع از محبت‌های بدن

## یادداشت
1. ↑  فصل شماره پانزدهم از نسخه‌های مدرن اولیه، زمانی پر از مدخلی از سودا (دانشنامه بیزانسی قرن دهم) و گزیده‌هایی از آثار هرمتیک بود که توسط جوانس استوبائوس حفظ شده بود. اما این فصل در نسخه‌های بعدی حذف شد، که بنابراین شامل فصل پانزدهم نمی‌شود.[۱۴]